# Elecciones parlamentarias de Hungría de 1967
Las elecciones parlamentarias se llevaron a cabo en la República Popular de Hungría el 19 de marzo de 1967. Como en todas las elecciones durante dicho régimen, a los votantes se les entregaba una lista única con candidatos del Partido Socialista Obrero Húngaro, y algunos candidatos independientes pro-comunistas. El Partido de los Trabajadores Húngaros obtuvo 259 escaños, mientras que los 90 restantes fueron para los candidatos independientes.

## Resultados
| Partido                            | Votos     | %    | Escaños | +/– |
| ---------------------------------- | --------- | ---- | ------- | --- |
| Partido Socialista Obrero Húngaro  | 7.086.596 | 99.7 | 259     | +7  |
| Independientes                     | 7.086.596 | 99.7 | 90      | +2  |
| En Contra                          | 19.113    | 0.3  | –       | –   |
| Votos en blanco/anulados           | 25.442    | –    | –       | –   |
| Total                              | 7.105.709 | 100  | 349     | +9  |
| Votantes registrados/participación | 7.215.408 | 98.8 | –       | –   |